# Fragging
El fragging es una modalidad de asesinato practicada por soldados estadounidenses contra sus propios mandos u otros soldados que ponían en peligro a la unidad por su imprudencia o incompetencia o que trataban de imponer la disciplina militar.
Aunque muy posiblemente la práctica sea bastante antigua se generalizó, y se le puso este nombre, durante la guerra de Vietnam. La práctica consistía en lanzar una granada, pero también podía ser con otro método, a la persona peligrosa para la unidad y atribuir la muerte al enemigo.
(Frag grenade es una abreviación del término fragmentation grenade, granada de fragmentación, en inglés)
En la citada guerra se contabilizaron más de 700 ataques a mandos poco populares; sin embargo, la mayoría de las fuentes no dan crédito a este cálculo por demasiado bajo.